# Spirituals in Concert
Spirituals in Concert var en koncert i Carnegie Hall den 18. marts 1990.
I en crossover-genre sang sopranerne Kathleen Battle og Jessye Norman spirituals med fløjtenisten Hubert Laws, harpenisten Nancy Allen, pianisten Sylvia Olden Lee og organisten Evelyn Simpson-Curenton med et symfoniorkester dirigeret af James Levine.
Symfoniorkestret bestod af medlemmer fra New York Metropolitan Opera og New York Philharmonic.
Koret var fra New York Metropolitan Operas opsætning af Porgy og Bess.
Til Spirituals in Concert var udvalgt sjældnere spirituals fremfor mere populære.
Helt fri for populære spirituals var koncerten dog ikke med inklusionen af Swing Low, Sweet Chariot.
Koncerten vekslede mellem ensemble-stykker, duetter og soloer med varierende arrangement.
I en analyse af fonologiske kendetegn ved Battles og Normas udtale nævnes afrikanske linkvistiske elementer med en enklitisk vokal påhæftet et ord, såsom "I'am-a" ("Tell all my friends I'm-a comin', too" fra Swing Low, Sweet Chariot) og "can-a" ("Ride on,King Jesus, no man can a-hinder me" fra Ride On, King Jesus).
Koncerten blev optaget både til video og til album. Albummet blev udgivet af Deutsche Grammophon i 1991.
Gramophones anmeldelse kaldte koncerten en "larger-than-life"-begivenhed og fandt at de to sopraner kom igennem produktionen "med en lethed, en intensitet og mest bemærkelsesværdigt en strålende sans for humor".
Alan Rich gav albummet "B+" i sin anmeldelse i Entertainment Weekly med positiv omtale af Normas mørke stemme på Sinner, Please Don’t Let This Harvest Pass.
I 2019 angav BBC Music Magazine albummet som en af Normans bedste optagelser og fremhævede hendes "sjælfulde fortolkning" af Deep River med et simpelt orgelakkompagniment (en optagelse fra koncerten som dog ikke er med på gængse udgaver af albummet).
I 2021 blev koncerten udvalgt som en del af en episode i DR's P2 Guldkoncert.
- Kathleen Battle
- Jessye Norman
- Hubert Laws
- James Levine